# Variable Cylinder Management

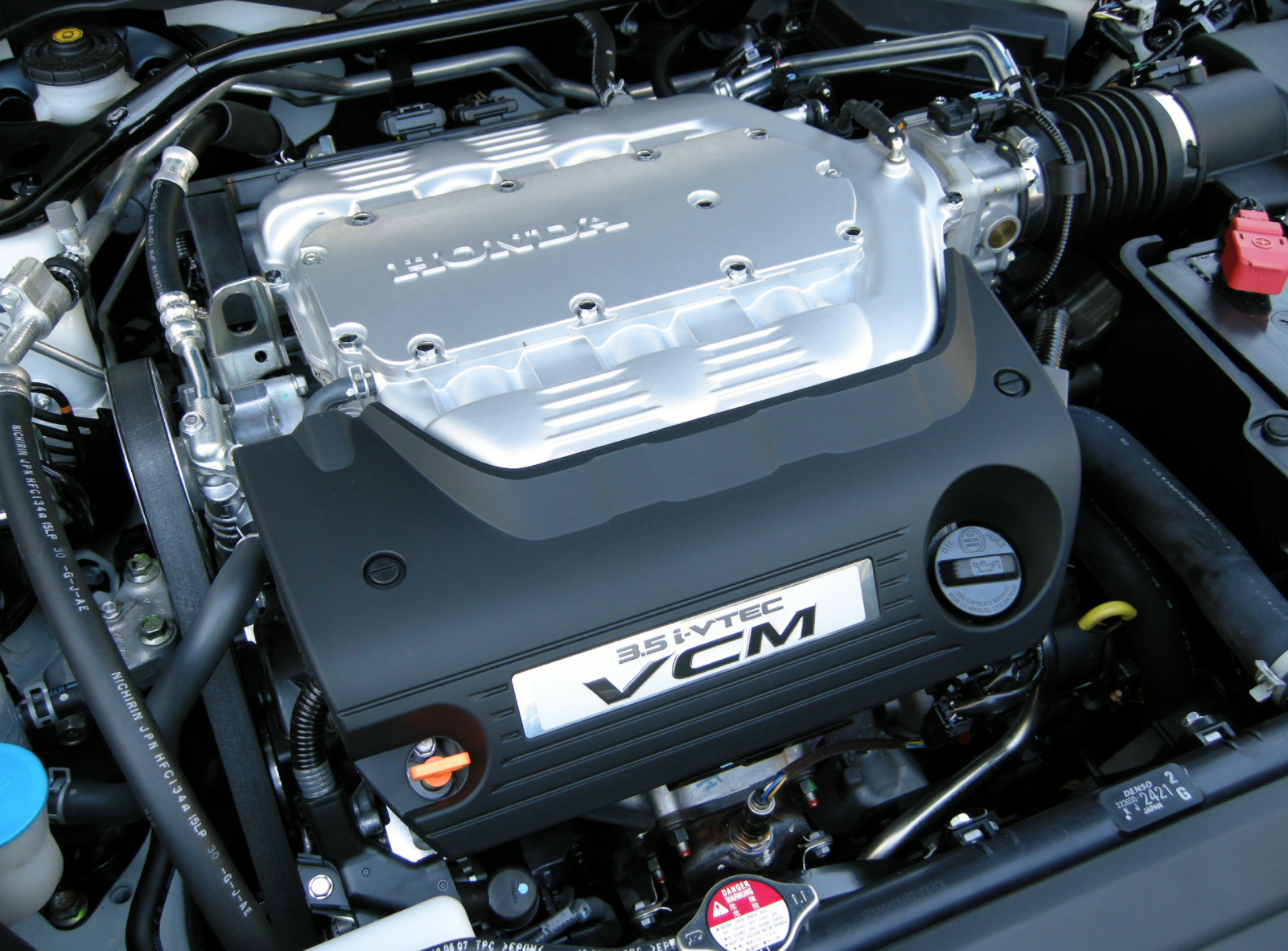
Motor Honda J35A VCM

El Variable Cylinder Management o VCM es un sistema desarrollado por Honda para el uso de la tecnología del desplazamiento (Cilindrada) variable. Utiliza el sistema i-VTEC, capaz de desactivar una bancada de cilindros cuando se producen condiciones de conducción específicas (por ejemplo, la conducción en carretera) para ahorrar combustible. El Accord de 2008 lleva este sistema un paso más allá, permitiendo que el motor pueda pasar de 6 cilindros, hasta 4 e incluso a 3 cuando las condiciones se consideran oportunas. Para el VCM, Honda utiliza un árbol de levas, a diferencia del Sistema Multi-Displacement System de Daimler-Chrysler y el sistemas de varillas en el Active Fuel Management de General Motors.
Utiliza un solenoide para desbloquear la leva superior, por lo que esta flota libremente mientras que el muelle de válvula mantiene las válvulas cerradas. El accionamiento drive by wire del acelerador permite que el equipo gestione el flujo de combustible para suavizar la entrega de potencia del motor, haciendo el sistema casi imperceptible en algunos vehículos. Los vehículos con VCM están equipados con un indicador "ECO" en el tablero de instrumentos, que corresponde a la operación del sistema. También incluyen cancelación activa del ruido (ANC) y el sistema de Honda Active Control Engine Mount (ACM) o control activo del soporte motor. Los sistemas ANC y ACM trabajan en cooperación para cancelar tanto el ruido como las vibraciones que podrían producirse en relación con el proceso de desactivación de cilindros. El sistema ANC utiliza los altavoces de audio para cancelar el ruido mediante el uso de un sonido de fase opuesto.

## Vehículos equipados con VCM
- Honda Inspire 2003
- Honda Accord Hybrid (JNA1) 2005-2007
- Honda Odyssey Modelos EX-L y Touring (J35) 2005+ (EE. UU.)
- Honda Civic Hybrid 2006+
- Honda Pilot (J35) 2006+
- Honda Accord excepto EX-L V6 6MT Coupe  2008
- Honda Pilot 2009+
- Honda Accord V6 (excepto EX-L V6 6MT Coupe) 2010-2012
- Honda Accord V6 (excepto 6MT coupe)[1] 2013
- Honda Odyssey V6 2011-2013 (EE. UU.)
- Acura RDX V6 2013
- Acura TLX V6 2015+
- Acura RLX (modos 3/6 cilindros) 2013